# بولپاپ

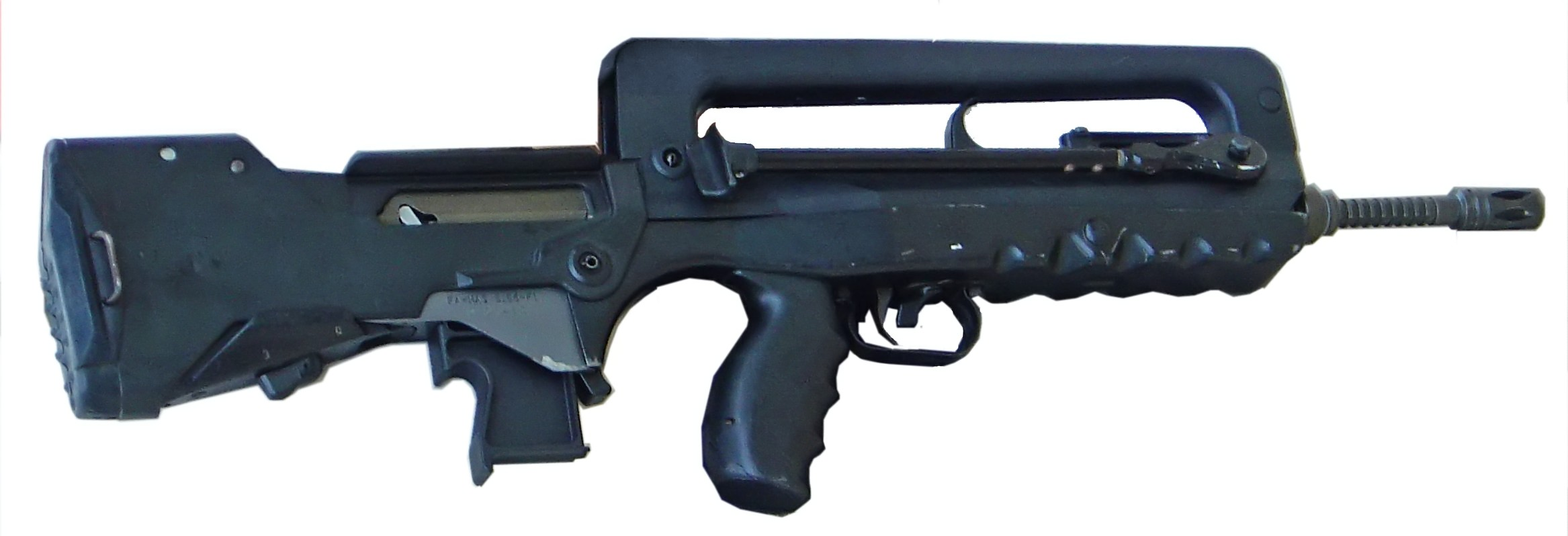
فاماس

بولپاپ (به انگلیسی: Bullpup) نام تیپی از جنگ‌افزارهای گرم است که در آنها گلنگدن و خشاب در پشت مجموعهٔ ماشه و نزدیک چهرهٔ تیرانداز جای‌دارند. این ترکیب باعث کوتاه‌تر شدن طول سلاح بی‌نیاز به کاستن از طول لوله و نیز کاهش وزن آن می‌شود، که خود اثر مهمی در مانُورپذیری آن دارد.